# Deep Purple
Deep Purple är ett hårdrocksband som bildades 1968 i Hertford, England, Storbritannien. Gruppen har vid sidan av Black Sabbath och Led Zeppelin räknats som en av de tre stora 1970-talsgrupperna inom hårdrocken; dessa grupper lade grunden för stilen, inspirerade av kanske främst Jimi Hendrix och Cream. Bandet har varit med om många medlemsbyten och ett åtta år långt uppehåll (1976–1984). Medlemsuppsättningarna mellan 1968 och 1976 är kända som Mark I, II, III och IV.
Originalsättningen, som bestod av Jon Lord (orgel), Ian Paice (trummor), Ritchie Blackmore (gitarr), Rod Evans (sång) och Nick Simper (bas) spelade progressiv rock och gav ut tre studioalbum. Mark II, som är den kommersiellt mest framgångsfulla uppsättningen, var aktiv mellan 1969 och 1973. Evans och Simper hade då ersatts av sångaren Ian Gillan och basisten Roger Glover. Mark II gav bland annat ut albumen Deep Purple in Rock (1970), samt Machine Head och livealbumet Made in Japan (båda 1972). Gillan och Glover lämnade bandet 1973 och ersattes av David Coverdale (sång) och Glenn Hughes (bas och sång). Denna konstellation gav 1974 ut både Burn och Stormbringer, innan Blackmore ersattes av Tommy Bolin året därpå. 
Gruppen upplöstes 1976 men återförenades 1984 med Mark II-sättningen. Rainbowsångaren Joe Lynn Turner var sångare i gruppen mellan 1989 och 1992 och medverkar på studioalbumet Slaves & Masters (1990), som innehöll singlarna King of Dreams (1990) och Love Conquers All (1991). Gillan återvände 1992, året därpå lämnade Blackmore Deep Purple. Sedan gitarristen Steve Morse 1994 rekryterats till bandet har gruppen varit stadigare. Lord lämnade Deep Purple 2002 och bandet bestod fram till 2022 av Gillan, Glover, Morse, Paice och Don Airey (orgel). Morse ersattes 2022 av Simon McBride.
1975 listades gruppen i Guinness Rekordbok som "världens mest högljudda band", efter en konsert på Rainbow Theatre i London 1972. Gruppen har sålt över 150 miljoner album över hela världen varav över 17,5 miljoner i USA. 2016 blev Deep Purple invalda i Rock and Roll Hall of Fame and Museum, efter att ha varit nominerade tre gånger – 2012, 2013 och 2015. Ett särdrag i Deep Purples musik, som skiljer dem från Led Zeppelin eller Black Sabbaths stil och som går igen i senare hårdrock, är influenserna från barockens musik, uttryckt som långa dueller mellan gitarr och orgel. Tydliga exempel på detta hörs i låtarna "Speed King", "Highway Star", "Lazy" och "Burn".

## Historik

### Första eran

#### 1967–1970: De första åren
1967 kontaktade trumslagaren Chris Curtis, som tidigare spelat med The Searchers, affärsmannen Tony Edwards i hopp om att han skulle kunna vara manager åt det nya bandet Roundabout som han höll på att bilda. Curtis vision var en supergrupp där bandmedlemmarna kom och gick, som en musikalisk rondell (Roundabout). Edwards tyckte att det hela lät som en bra idé och finansierade satsningen tillsammans med John Coletta och Ron Hire. Först rekryterades den klassiskt skolade organisten Jon Lord, som tidigare spelat med Artwoods. Kort därefter anslöt sig gitarristen Ritchie Blackmore, som blivit övertalad att åka från Hamburg för att göra en audition, till gruppen. Blackmore började vid den här tiden bli en känd studiomusiker och hade tidigare spelat med The Outlaws, Screaming Lord Sutch och Neil Christian. Curtis fick till slut, på grund av sitt oberäkneliga beteende, lämna gruppen, men Lord och Blackmore var entusiastiska och värvade fler bandmedlemmar samtidigt som Tony Edwards fortsatte som manager. Som basist, föreslog Lord Nick Simper, med vilken han hade spelat i ett band som hette The Flower Pot Men. Simper hade tidigare spelat i Johnny Kidd and the Pirates och överlevde en bilkrasch som dödade Kidd. Simper hade känt Blackmore sedan början av 1960-talet då hans första band, The Renegades, debuterat ungefär samtidigt som ett av Blackmores tidiga band, The Dominators. Bobby Woodman var förstahandsvalet som trummis, men under auditionerna för en sångare, kom Rod Evans med sin trummis, Ian Paice. Blackmore hade tidigare sett Paice live i Tyskland 1966 och var imponerad av 18-åringens trummande. Medan Woodman var ute och köpte cigaretter, ordnade Blackmore snabbt en audition för Paice. Både Paice och Evans fick sina respektive jobb, och bandet var nu fullständigt.

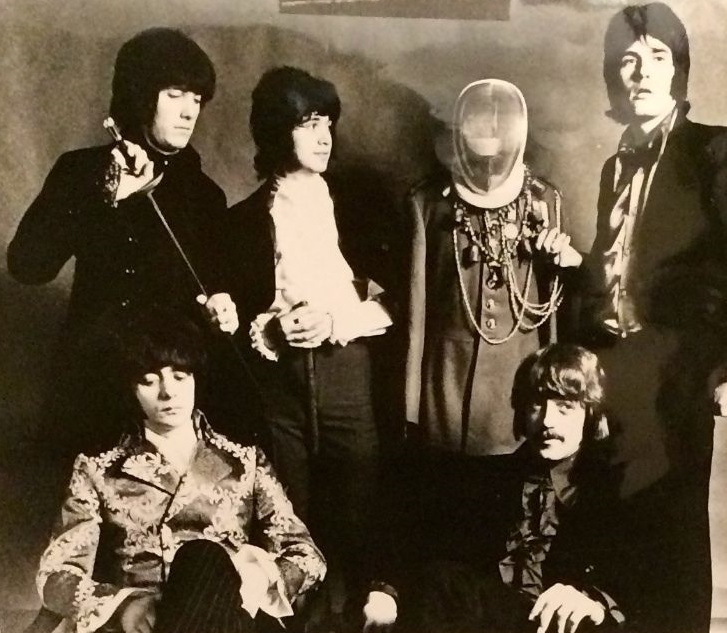
Originalsättningen av Deep Purple. Stående: Nick Simper, Ian Paice och Rod Evans. Sittande: Ritchie Blackmore, Jon Lord

Bandet började på allvar i mars 1968 i Deeves Hall, ett hus på landet i South Mimms, Hertfordshire. Bandet bodde, skrev låtar och övade i Deeves Hall, som var utrustat med de senaste Marshall-förstärkarna. Efter en kort turné i Danmark och Sverige i april, där de fortfarande var bokade under namnet Roundabout, föreslog Blackmore ett nytt namn; Deep Purple, efter sin mormors favoritlåt. Gruppen hade beslutat att välja ett namn efter att alla hade skrivit varsitt förslag på en anslagstavla. Näst efter Deep Purple var "Concrete God", som bandet dock tyckte var för hårt.
I maj 1968 började gruppen spela in sitt debutalbum Shades of Deep Purple i Marble Arch, London. Albumet släpptes i juli och bandet gav ut låten "Hush" som singel. I september nådde låten plats fyra på Billboard Hot 100 och plats två i Kanada, och albumet nådde som bäst plats 24 på Billboard 200. Den efterföljande månaden bokades Deep Purple som förband till Creams Goodbye-turné. Samtidigt som gruppen turnerade gavs bandets andra studioalbum The Book of Taliesyn ut. I Storbritannien släpptes albumet dock året därpå. I USA nådde albumet som bäst plats 38 och i Kanada plats 21. 1969 släpptes gruppens tredje studioalbum, Deep Purple. På låten "April" återfinns stråkar och träblås vilket visade Lords klassiska influenser. Bandet spelade också in en singel, "Emmaretta", uppkallad efter Emmaretta Marks som just då ingick i musikalen Hair och som Evans försökte förföra. Detta skulle också bli den sista inspelningen av Mark I. Efter en turné i USA gick gruppens amerikanska skivbolag, Tetragrammaton, i konkurs. På grund av detta och dålig promotion sålde albumet mindre bra och hamnade utanför topp-100 i USA. Under turnén hade Lord, Blackmore och Paice ett möte där de diskuterade om att styra gruppen mot en tyngre inriktning. De tre kände att Evans och Simper inte skulle passa bra i den nya riktningen och de båda blev ersatta under sommaren. Paice konstaterade, "En förändring var tvungen att komma. Om de inte hade lämnat, skulle bandet ha fallit ihop.""
Sångaren Terry Reid erbjöds en plats i bandet av Blackmore, men tackade nej på grund av kontraktskyldigheter. Bandet hittade senare Ian Gillan som sjöng i Episode Six, ett band som redan givit ut ett flertal singlar i Storbritannien utan att ha lyckats slå igenom. Gillan hade tidigare, när Deep Purple först bildades, blivit tillfrågad av Simper. Gillan hade dock vid den tidpunkten sagt att han trodde mer på Episode Six. Trummisen i Epidsode Six, Mick Underwood, introducerade bandet för Gillan och basisten Roger Glover. Detta innebar slutet för Episode Six och Underwood kände samvetskval i nästan ett helt årtionde. Gillan rekryterade honom dock till sitt nya projekt Gillan i slutet av 1970-talet. Mark II var nu komplett och gav ut en första singel, "Hallelujah", skriven av Roger Greenway och Roger Cook. Singeln floppade dock och Blackmore sade till tidningen Record Mirror att gruppen behövde ha ett "kommersiellt album i Storbritannien" och beskrev låten som "mitt emellan" vad bandet normalt skulle göra, men med en lite mer kommersiell riktning.
Bandet fick välbehövlig publicitet i september 1969, med Concerto for Group and Orchestra, en tre satser lång epos skriven av Lord som ett soloprojekt av och med bandet på Royal Albert Hall med Royal Philharmonic Orchestra, under ledning av Malcolm Arnold. Tillsammans med Five Bridges av The Nice, var det en av de första samarbetena mellan ett rockband och en orkester. Detta livealbum blev bandets första album som lyckades ta sig in på listorna i Storbritannien. Gillan och Blackmore var emellertid inte speciellt glada över att bandet vid den tiden var känt som "en grupp som spelade med orkestrar". Trots detta, skrev Lord Gemini Suite, ett nytt orkester/gruppsamarbete i samma anda, för Deep Purple i slutet av 1970. 1975 sade Blackmore att han inte tyckte att Concerto for Group and Orchestra var dålig men att Gemini Suite var hemsk och väldigt osammanhängande. Glover hävdade senare att Lord hade visat sig som en ledare för bandet under de första åren.

#### 1970–1973: Genombrott
Kort efter konserten med Royal Philharmonic Orchestra började Deep Purple vad som skulle komma att bli ett hektiskt turnerande och inspelande under de kommande tre åren. Deras första studioalbum under denna period var Deep Purple in Rock, som gavs ut i mitten av 1970. Titeln stöds av albumets Mount Rushmore-inspirerade omslag, och innehöll konsertfavoriter som "Speed King", "Into the Fire" och "Child in Time". Bandet gav också ut singeln "Black Night", som slutligen gav Deep Purple en topp-10 hit i Storbritannien. Samspelet mellan Blackmores gitarr och Lords distade orgel, tillsammans med Gillan skrikiga sång och rytmsektion bestående av Glover och Paice, gjorde att bandet nu började få en unik identitet som ytterligare separerade dem från sina tidigare album. Tillsammans med Zeppelins Led Zeppelin II och Sabbaths Paranoid, kodifierades genren heavy metal med In Rock.
I juli 1971 släpptes gruppens femte studioalbum, Fireball. Både titelspåret "Fireball" och "Strange Kind of Woman" gavs ut som singlar. Den sistnämnda gavs aldrig ut på albumet, men spelades in under samma session och nådde plats åtta på den brittiska singellistan. Bara några veckor efter att Fireball givits ut spelade gruppen redan nya låtar som planerades för nästkommande album. En låt, "Highway Star", spelades under första konserten på Fireballturnén. Låten skrevs i turnébussen på väg till en spelning i Portsmouth efter en journalist frågat: "Hur skriver ni era låtar?" Tre månader senare, i december 1971, åkte bandet till Schweiz för att påbörja inspelningarna av Machine Head. Albumet skulle ha spelats in på ett kasino i Montreux, men kasinot brann ner under en konsert med Frank Zappa. Albumet spelades då istället in på ett närliggande hotell. Denna incident inspirerade gruppen att skriva låten "Smoke on the Water", som blev den sista låten som skrevs för skivan. När albumet spelades in hade gruppen endast funnits i tre och ett halvt år, ändå var det gruppens sjätte studioalbum.
Machine Head kom att bli ett av bandets mest kända album; det nådde plats 1 på den brittiska albumlistan, plats 7 i USA och innehåller flera av Deep Purples mest kända låtar, såsom "Highway Star", "Space Truckin'", "Lazy" och "Smoke on the Water". 1972 gjorde Deep Purple fyra turnéer i USA och i augusti samma år gjorde gruppen även en kort turné i Japan. De tre konserterna i Japan spelades in och återfinns på livealbumet Made in Japan, som gavs ut i slutet av 1972. Ursprungligen var tanken att skivan bara skulle släppas i Japan, och då under titeln "Live in Japan". Albumet är en av rockhistoriens mest populära och mest sålda livealbum. 1973 gav gruppen ut sitt sjunde studioalbum, Who Do We Think We Are, som innehöll hitlåten "Woman from Tokyo". Men gruppen började vid den här tiden få svårt att samarbeta på grund av interna stridigheter och utmattning. Efter succéerna med Machine Head, Made in Japan och Who Do We Think We Are var Deep Purple det band som sålde mest i USA under 1973.

#### 1973–1976: Nya bandmedlemmar, succéer och problem

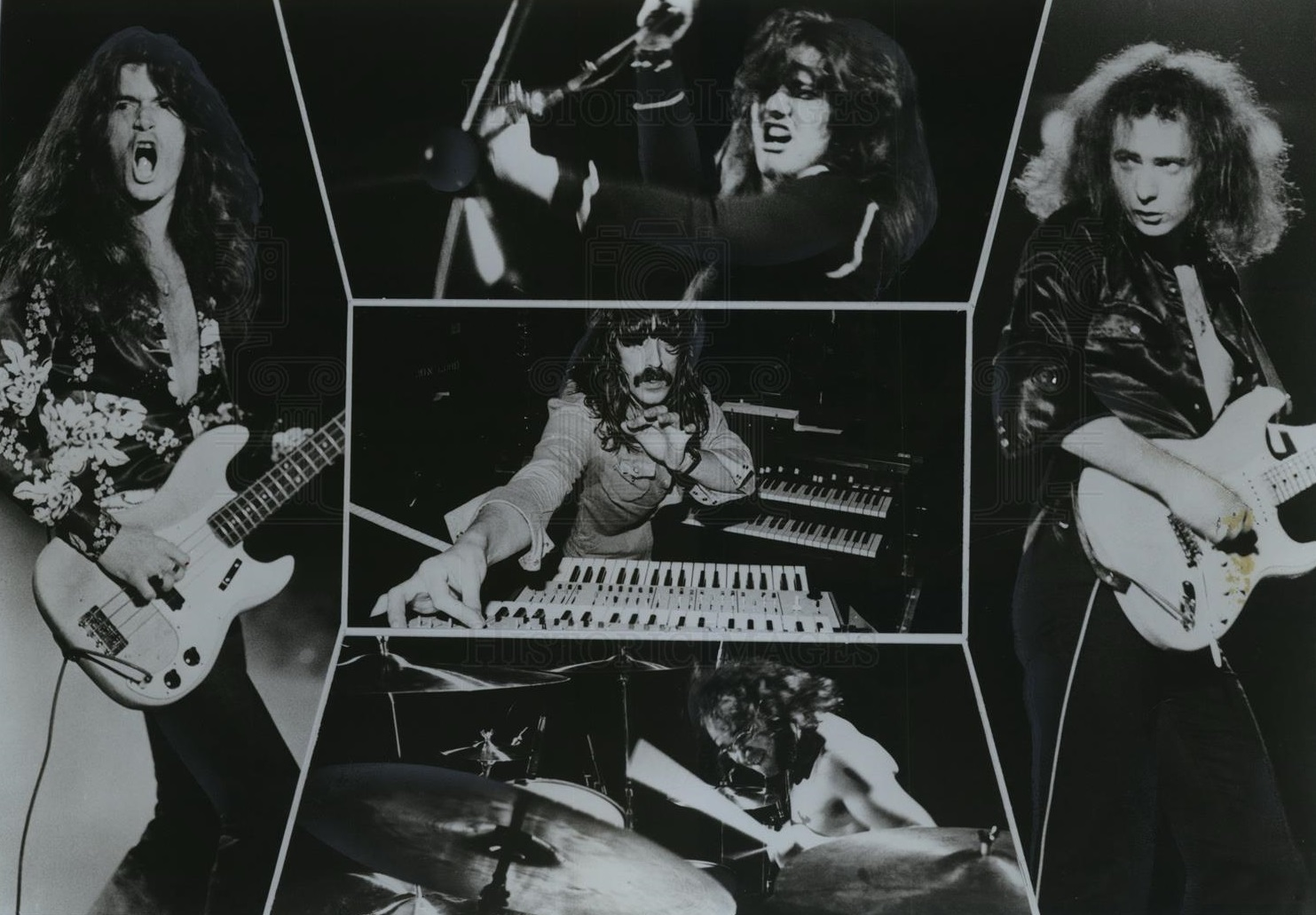
Deep Purple 1975: Hughes, Coverdale, Blackmore, Lord och Paice.

Gillan sade i en intervju 1984 att bandet blev pressat av managementbolag att snabbt bli klara med Who Do We Think We Are och att därefter turnera, trots att gruppen behövde ta en paus. Gillan sa skriftligt upp sig redan under hösten 1972, men lovade att fullfölja de redan inbokade konserterna. När turnén i Japan sommaren 1973 var över lämnade även Glover bandet.
Basisten och sångaren Glenn Hughes rekryterades från bandet Trapeze. Enligt Ian Paice, hade Glover berättade för honom och Lord några månader innan hans officiella avgång att han ville lämna bandet, så de hade redan börjat gå Trapezes konserter. Efter att ha värvat Hughes övervägde de att fortsätta som en kvartett med Hughes som både sångare och basist. Enligt Hughes, blev han övertalad om att gå med i Deep Purple i tron om att bandet skulle försöka få med Paul Rodgers från Free som medsångare, men Rodgers hade då precis bildat Bad Company. Istället hölls auditions för att hitta en sångare och valet föll istället på den då okände David Coverdale, främst på grund av att Blackmore gillade hans maskulina bluesröst.
Den nya uppsättningen, Mark III, påbörjade under våren 1974 en turné med konserter i bland annat Madison Square Garden och Nassau Coliseum. Därefter var bandet huvudakt på festivalen California Jam på Ontario Motor Speedway den 6 april 1974. Festivalen lockade över 250.000 människor och under festivalen spelade också Black Sabbath, The Eagles, Emerson, Lake & Palmer, Earth, Wind & Fire, Seals and Crofts, Rare Earth och Black Oak Arkansas. Delar av konserten tv-sändes på ABC i USA, och exponerade bandet till en bredare publik. Mark III:s första album, Burn, blev mycket framgångsrikt (det var bandet andra studioalbum, efter Machine Head, att ta sig in på topp-10 i USA), och följdes av ytterligare en världsturné. Titelspåret "Burn", som öppnar albumet, var en medveten satsning av bandet att omfamna den progressiva stilen som var populärt vid denna tidpunkt med band som Yes, ELP och Genesis. "Burn" har ett komplext arrangemang som frambringade samtliga bandmedlemmars musikaliska virtuositet, särskilt Blackmores klassiskt influerade gitarrspel. På albumet sjunger Hughes och Coverdale stämsång och inslag av funk och blues presenterades också, ett sound som var ännu tydligare på Stormbringer som gavs ut i slutet av 1974. Förutom titelspåret, hade Stormbringer album ett antal låtar som spelades mycket i radio; "Lady Double Dealer", "The Gypsy" och "Soldier of Fortune." Blackmore var dock missnöjd med hur gruppens sound utvecklats och gick offentligt ut och sade att han ogillade albumet. Som ett resultat av detta, lämnade han bandet den 21 juni 1975 för att så småningom bilda ett eget band med Ronnie James Dio från Elf, som fick namnet Rainbow.

Sista uppsättningen av Deep Purple innan uppbrottet 1976: Coverdale, Paice, Hughes, Bolin och Lord.

Blackmore gjorde sin sista konsert 7 april 1975 och ersattes senare av den amerikanske gitarristen Tommy Bolin. Innan Bolin värvades, övervägde gruppen att ta Clem Clempson (Colosseum, Humble Pie), Zal Cleminson (The Sensational Alex Harvey Band), Mick Ronson (David Bowie & The Spiders From Mars) eller Rory Gallagher som gitarrist.
Det finns åtminstone två versioner om hur rekryteringen av Bolin gick till: Coverdale påstår sig ha varit den som föreslagit Bolin. "Han kom in, tunn som en kratta, hans hår var färgat grönt, gult och blått med fjädrar i. Bredvid honom fanns denna fantastiska Hawaiianska tjej i en virkad klänning utan någonting under. Han kopplade in till fyra 100-watts Marshall-stackar och... jobbet var hans". Men i en intervju som publicerades av Melody Maker i juni 1975 hävdade Bolin själv att han gått på audition efter en rekommendation från Blackmore. Bolin hade tidigare varit medlem i många numera bortglömda band; Denny & The Triumphs, American Standard och Zephyr som gav ut tre album mellan 1969 och 1972. Innan Deep Purple, var Bolin mest känd som studiomusiker och hade spelat på Billy Cobhams jazzfusionalbum Spectrum, och på två album av James Gang; Bang och Miami. Han hade också jammat med berömdheter som Dr. John, Albert King, The Good Rats, Moxy och Alphonse Mouzon, och var upptagen med arbetet på sitt första soloalbum, Teaser, då han accepterat inbjudan att gå med i Deep Purple.
I oktober 1975 gavs gruppens tionde studioalbum ut, Come Taste the Band. Trots blandade recensioner och en medelmåttig försäljning (plats 19 i Storbritannien och plats 43 i USA), återupplivades bandet igen och fick en ny, funkig karaktär till dess hårda rock. Bolins inflytande var avgörande, och med uppmuntran från Hughes och Coverdale, skrev gitarristen mycket av materialet till albumet. Bolin hade dock problem med droger, vilket gjorde att bandets konserter höll en mycket ojämn kvalité.

#### 1976–1984: Uppbrott och soloprojekt
Efter en kort turné i England avslutats i Liverpool 15 mars 1976 bröt gruppen upp. Detta hade de två kvarvarande originalmedlemmarna Jon Lord och Ian Paice beslutat en tid innan sista konserten, men beslutet offentliggjordes först i juli 1976. Efter att Bolin avslutat inspelningarna av sitt andra soloalbum, Private Eyes, avled han 4 december 1976 av en överdos, 25 år gammal. Bolin var vid denna tid förband åt Jeff Beck och gjorde sitt sista scenframträdande 3 december.
Efter gruppens uppbrott fortsatte de flesta av medlemmarna att bilda och spela i andra band såsom Rainbow, Whitesnake, Black Sabbath och Gillan. Det fanns dock ett antal försök att få bandet att återförenas, särskilt med återupplivandet av hårdrocksmarknaden i slutet av 1970-talet och början av 1980-talet. 1980 dök en turnerande version av bandet upp, med Rod Evans som enda medlem som hade någonsin varit med i Deep Purple. Detta slutade så småningom i rättsliga åtgärder från det legitima Deep Purple över obehörig användning av namnet. Evans dömdes att betala ett skadestånd på 672 000 dollar för att ha använda bandnamnet utan tillstånd.

### Andra eran

#### 1984–1989: Återförening och avhopp

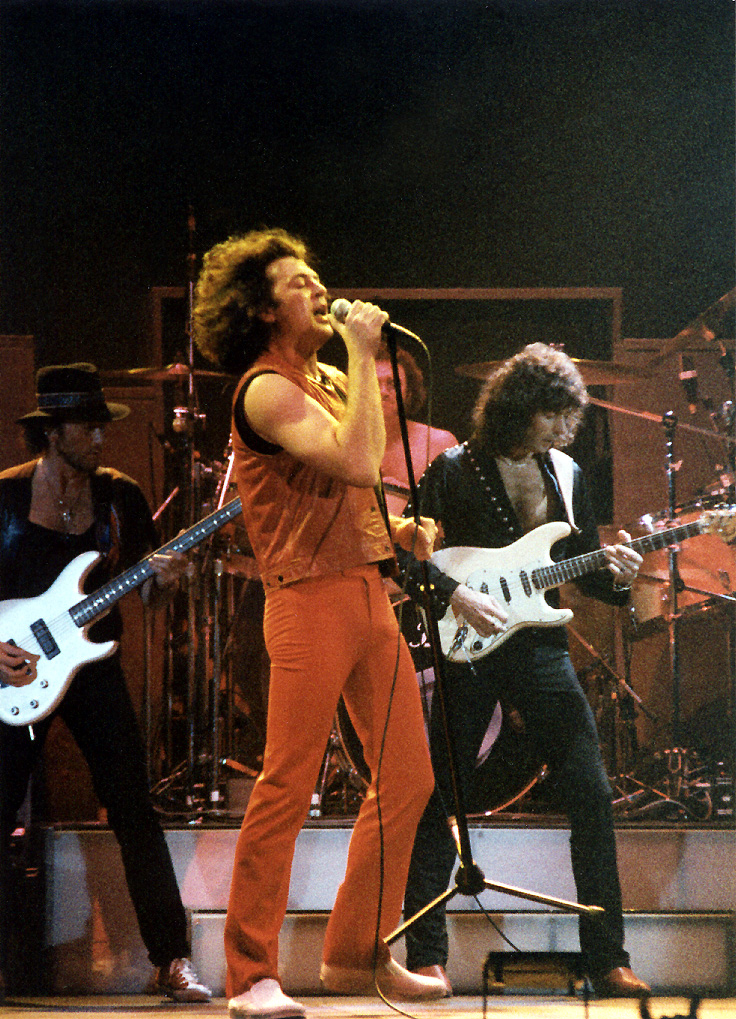
Deep Purple live i San Francisco 1985.

I april 1984 åtta år efter nedläggningen av Deep Purple, tog en fullskalig återförening vid med Mark II-uppsättningen av bandet med Gillan, Lord, Blackmore, Glover och Paice. Den reformerade gruppen tecknade ett globalt avtal med PolyGram, med Mercury Records som gav ut albumen i USA, och Polydor Records i Storbritannien och andra länder. Albumet Perfect Strangers spelades in i Vermont och gavs ut i oktober 1984. Albumet sålde mycket bra (nådde nummer 5 i Storbritannien och nummer 17 i USA) och inhöll singlarna och konsertfavoriterna "Knockin' At Your Back Door" och "Perfect Strangers". En återföreningsturné följde, med start i Australien och som slingrade sig över till Nordamerika och sedan till Europa den följande sommaren. Ekonomiskt var turnén också en enorm framgång. I USA var det bara Bruce Springsteens Born in the U.S.A. Tour som inbringade mer pengar än denna turné. Den brittiska hemkomsten såg bandet spela en konsert på Knebworth den 22 juni 1985 (med support från Scorpions, UFO och Meat Loaf), där vädret var dåligt (skyfall och lera) framför 80.000 fans. Spelningen kallades "Return Of The Knebworth Fayre".
Därefter gav bandet ut The House of Blue Light 1987 som följdes av en världsturné (som dock fick avbrytas då Blackmore brutit ett finger på scenen efter att ha försökt ta emot sin gitarr när han slängt upp den i luften). Ett livealbum, Nobody's Perfect, tagen från flera konserter under denna turné gavs ut 1988. I Storbritannien gavs en nyinspelad version av "Hush" ut för att fira bandets 20-årsjubileum. 1989 fick Gillan sparken då hans relation med Blackmore återigen surnat och deras musikaliska skillnader hade avvikit för långt. 

#### Joe Lynn Turner tar över som frontman (1989-1990)

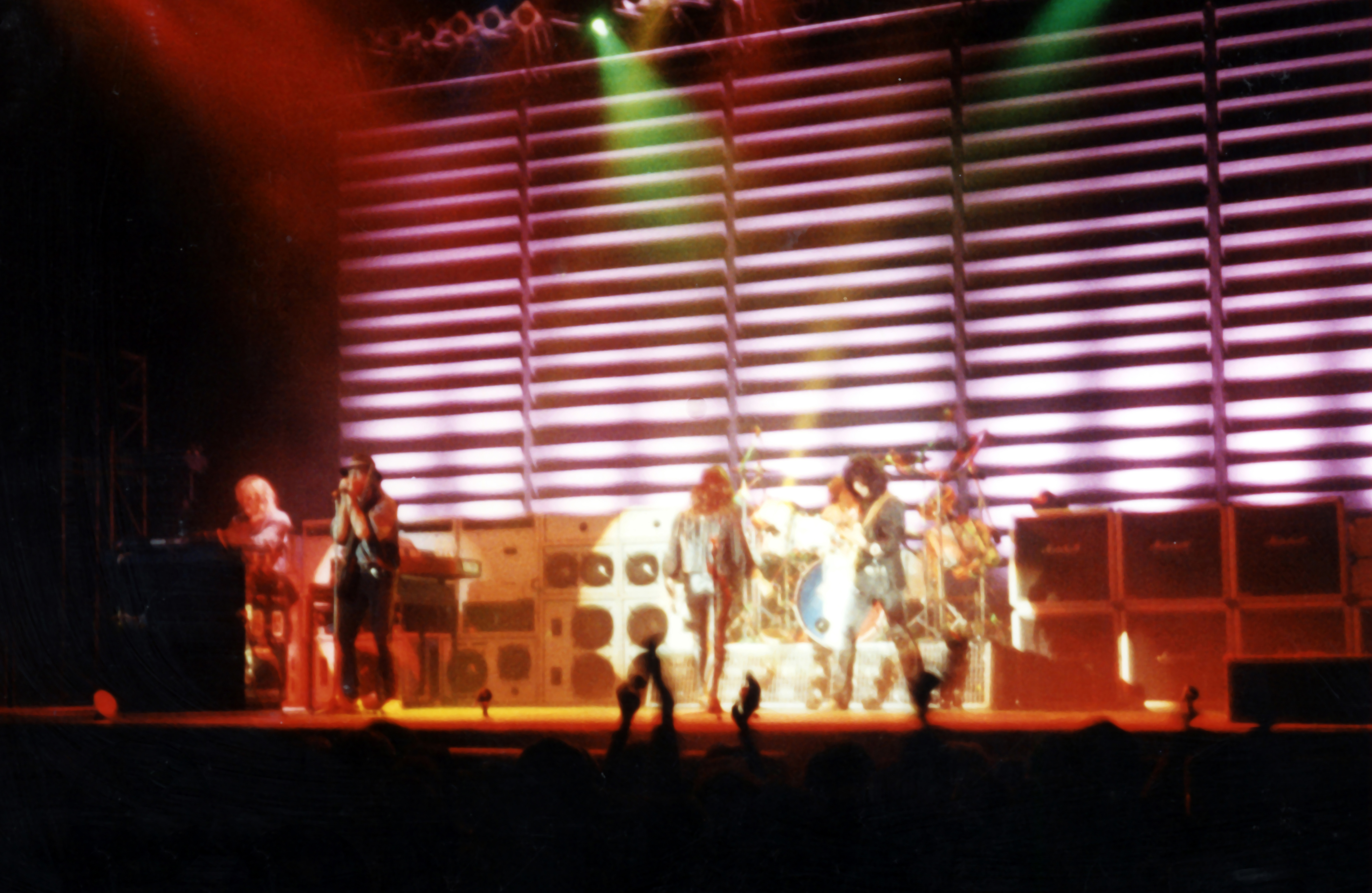
Deep Purple på Le Galaxie i Amnéville, Frankrike, den 12 februari 1991, med Joe Lynn Turner som sångare.

Innan han gick med i Deep Purple övervägde Turner erbjudanden från både Bad Company och Foreigner. Hans chans att provsjunga för Foreigner uppstod efter ett slumpmässigt möte med Mick Jones på China Club i New York, där han imponerade på bandet trots en negativ interaktion med deras manager, Bud Prager. Även om Turner beundrade Paul Rodgers från Bad Company valde han till slut att gå med i Deep Purple efter att ha blivit kontaktad av bandets turnémanager, Colin Hart. Turner anslöt sig till Deep Purple 1989 efter att den långvarige sångaren Ian Gillan fått lämna, vilket markerade slutet på en sex månader lång sökning efter en lämplig ersättare. Turner blev inbjuden att provsjunga av bandets management och reste till en övergiven skidstuga i Vermont där gruppen repeterade. Under den formella auditionen deltog Turner i en längre jam-session som inleddes med en version av Hey Joe, initierad av gitarristen Ritchie Blackmore. Denna prestation visade Turners kompatibilitet med gruppens stil. Därefter började Jon Lord spela en ny melodi som inspirerade Turner att skriva text spontant. Detta samarbete resulterade i skapandet av The Cut Runs Deep, en låt som senare inkluderades på albumet Slaves and Masters från 1990. Nöjda med Turners prestation och kreativa bidrag erbjöd bandet honom officiellt rollen som sångare, vilket inledde hans tid i Deep Purple. Den 13 december 1989 jammade Deep Purple, utan keyboardisten Jon Lord, tillsammans med Turner på Red Fox Inn i Bondville, Vermont. Setlistan inkluderade versioner av Going Down (en cover av Alabama State Troupers), That’ll Be the Day (en cover av The Crickets) och Smoke on the Water. Denna informella jam-session förstärkte ytterligare Turners koppling till bandet och visade hans förmåga att samarbeta med dem live.
Turners tid i Deep Purple kulminerade med inspelningen av Slaves and Masters (1990), bandets trettonde studioalbum och det enda där han var sångare. Albumet, som släpptes den 22 oktober 1990, markerade en avvikelse från Deep Purples klassiska hårdrockssound och innehöll istället en mer melodisk och polerad stil, liknande Turners tidigare arbete med Rainbow. Producerat av Roger Glover och inspelat i tre olika amerikanska studior – Greg Rike Productions i Florida, Sountec Studios i Connecticut och Power Station i New York – blandade albumet stilar som delade både fans och kritiker. Turner var medförfattare till alla låtar på Slaves and Masters, i samarbete med Ritchie Blackmore, Roger Glover, Jon Lord och Ian Paice. Noterbara låtar inkluderar singlarna King of Dreams, en midtempo-låt med livliga texter och starka vokala hookar, och Love Conquers All, en ballad som visar Turners melodiska talang. Båda låtarna stöddes av musikvideor, med King of Dreams regisserad av James Foley och Love Conquers All regisserad av Storm Thorgerson. Albumet innehöll också Fire in the Basement, en snabb hårdrockslåt med energiska framträdanden från Blackmore och Paice, samt The Cut Runs Deep, en låt som sticker ut med sina lager av keyboards och vokalharmonier. Andra höjdpunkter inkluderar Too Much Is Not Enough, den första Deep Purple-låten som medförfattades av externa bidragsgivare Bob Held och Al Greenwood. Ursprungligen avsedd för Turners outgivna soloalbum, tillför låten en ny dynamik till albumet med sin lättare poprock-kant. Ytterligare låtar som Breakfast in Bed, Fortuneteller och Wicked Ways fortsatte albumets blandning av AOR och hårdrocksinfluenser, medan Truth Hurts gav en reflekterande, långsammare stund i albumets progression. Inspelningarna för Slaves and Masters resulterade också i låten Slow Down Sister, som inkluderades som bonusspår i senare återutgåvor. Blackmore har senare nämnt Slaves and Masters som sitt favoritalbum från Deep Purples återföreningsperiod 1984–1993, medan Turner fortsätter att framhäva det som en höjdpunkt i sin karriär.

#### Världsturné med Joe Lynn Turner (1991-1992)

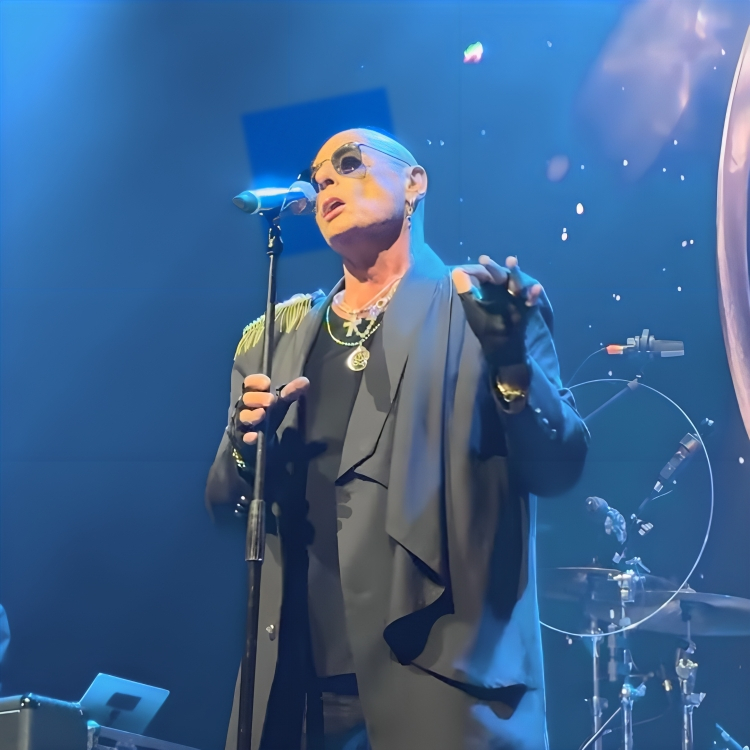
Joe Lynn Turner hade tidigare spelat in tre album med Glover och Blackmore i Rainbow

Turnén för Slaves and Masters inleddes den 4 februari 1991 i Ostrava, Tjeckien och omfattade flera länder, inklusive flera i Europa, Skandinavien, USA, Japan, Thailand, Singapore, Brasilien och Israel, och avslutades den 29 september 1991. Den första delen av turnén täckte Europa och Storbritannien, med sju spelningar i Storbritannien mellan 10 och 17 mars 1991, med Vixen som förband. Efter en kort paus fortsatte Deep Purple turnén i USA, följt av konserter i Japan, Thailand och Singapore. Bandet spelade därefter i Sydamerika, inklusive i Brasilien, innan de återvände till Europa för en sista etapp, inklusive sin sista spelning i Israel. Totalt spelade bandet drygt femtio konserter med denna uppsättning, och inspelningar från fyrtiosex av dessa framträdanden cirkulerar bland samlare.
Med Turner som ny sångare ändrade bandet sitt liveset—något som deras tidigare sångare Ian Gillan hade motsatt sig. Det nya setet inleddes med Burn och inkluderade sex låtar från Slaves and Masters-albumet, såsom King of Dreams, The Cut Runs Deep och Love Conquers All. Flera klassiska Deep Purple-låtar fanns fortfarande med, såsom Black Night, Perfect Strangers, Highway Star, Smoke on the Water och Lazy. Turnén innehöll också några mindre kända låtar och omarbetade versioner av äldre låtar. Liveframträdandena kombinerade både nytt och klassiskt material, med Turner som ibland framförde covers som Hey Joe, Stand By Me, A Whiter Shade of Pale, Tutti Frutti och Yesterday. Setlistan varierades, och bandet experimenterade med mer sällsynta låtar som Wicked Ways, som spelades tidigt under turnén, och Space Truckin’, som endast framfördes under den sista konserten. Dessutom togs King of Dreams bort från huvudsetet under den amerikanska delen av turnén men återkom som ett extranummer i Japan.
Bandets tillvägagångssätt för setlistan påverkades av Turners input och bandets omfattande katalog. Jon Lord noterade att bandet lät Turner granska hela deras katalog och välja låtar att inkludera. Ritchie Blackmore uppgav dock att han hade sista ordet om setlistan, och några av Turners mer ambitiösa förslag, såsom låtar från Rainbow, avslogs av trummisen Ian Paice, som vägrade spela dem. Turnén innehöll också distinkta musikaliska arrangemang, som ett bassolo som ledde in i Fire in the Basement och ett keyboardsolo under Difficult to Cure. Dessa ögonblick betonade bandets musikaliska mångsidighet och var insprängda med minnesvärda versioner av deras klassiska låtar, inklusive Knocking at Your Back Door och Woman from Tokyo, som förstärktes av trumsolon. Anmärkningsvärt är att under konserten i Stockholm den 1 mars 1991 spelades inte Smoke on the Water, vilket var enda gången i bandets historia sedan låtens utgivning som den utelämnades från setlistan. Turners tid med bandet blev dock kortvarig. I slutet av 1992, under inspelningssessionerna för det som senare skulle bli albumet The Battle Rages On, informerades Turner om att Ian Gillan återinsattes som sångare för att fira Deep Purples 25-årsjubileum.

#### Mark 2 återförenas
Gruppen gav 1993 ut The Battle Rages On. Gillan hade dock omarbetat mycket av materialet som hade skrivits med Turner till albumet. Blackmore tröttnade då han tyckte att Gillans bidrag var mindre melodiska, och lämnade bandet för gott efter en konsert i Helsingfors den 17 november 1993. Joe Satriani tog över efter Blackmore under en kommande turné i Japan i december och en turné i Europa 1994. Bandet ville ha kvar Satriani men hindrades på grund av sitt kontrakt med Epic Records. Istället anslöt Steve Morse som tidigare spelat i Kansas och Dixie Dregs.

#### 1994–2016: Återtåg med Steve Morse och långa turnéer
Morses ankomst återupplivade bandet kreativt, och 1996 gavs ett nytt album med titeln Purpendicular ut, som uppvisade en mängd olika musikstilar, även om det aldrig gjorde någon större succé i USA. Därefter släppte den nya Mark VII-gruppen livealbumet Live at The Olympia '96. Med en uppfräschad låtlista att turnera med, hade Deep Purple flera framgångsrika turnéer under resterande del av 1990-talet och gav ut det lite hårdare albumet Abandon 1998. 1999, återskapade Lord, med hjälp av ett holländskt fan, som också var en musikforskare och kompositör, Marco de Goeij, Concerto for Group and Orchestra, då det ursprungliga partituret tappats bort. Det framfördes återigen på Royal Albert Hall i september 1999, denna gång med London Symphony Orchestra under ledning av Paul Mann. Konserten innehöll också låtar från varje medlems solokarriär, samt ett kort set av Deep Purple, och konserten gavs ut 2000 Live at the Royal Albert Hall.

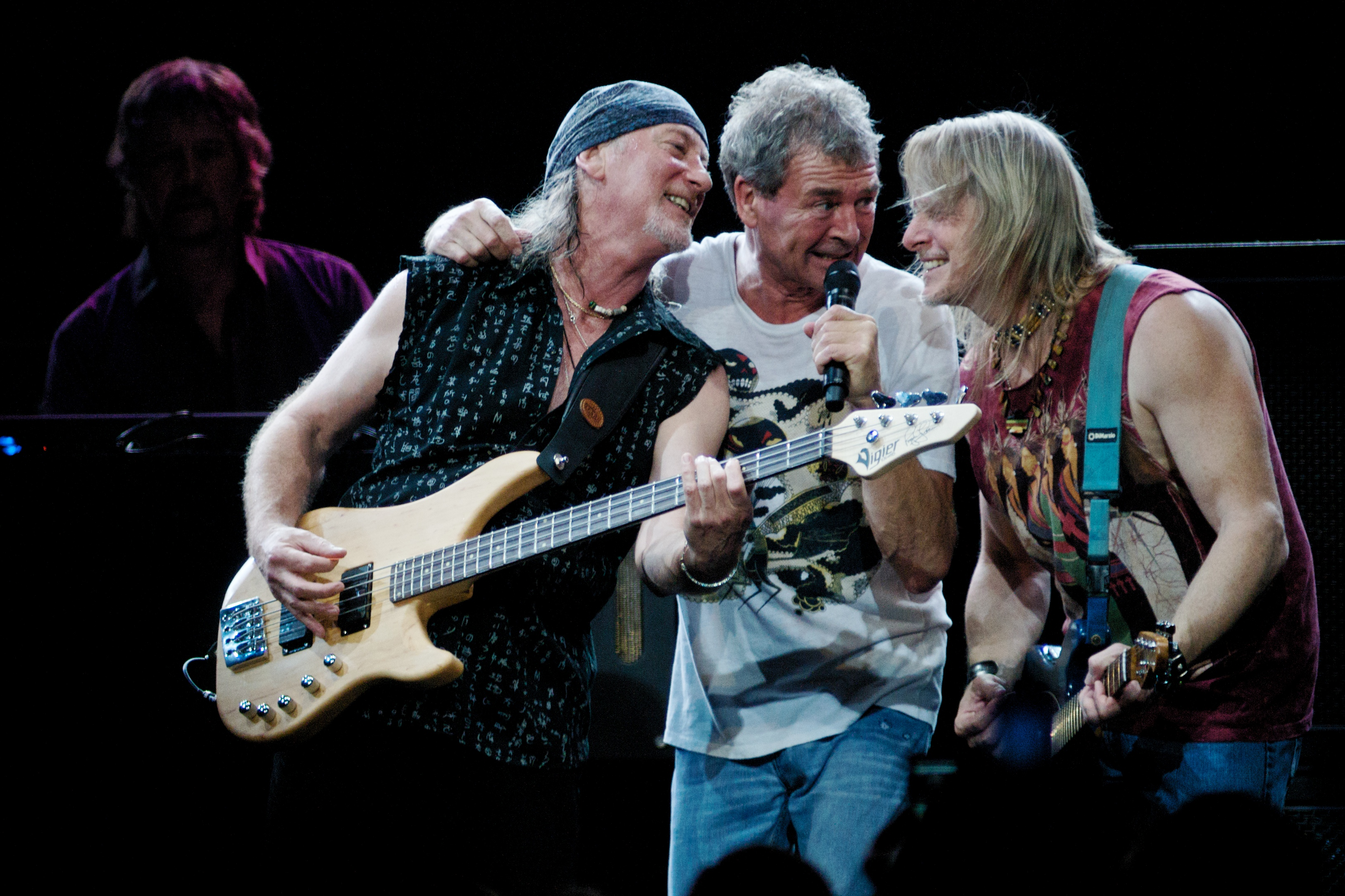
Deep Purple live i Brasilien 2009.

De kommande åren turnerade Deep Purple flitigt ända till år 2002 då Jon Lord meddelade att han lämnat gruppen för att påbörja egna projekt (mestadels orkesterarbeten). Lord överlämnade sin Hammondorgel till sin ersättare, veteranen Don Airey (Rainbow, Ozzy Osbourne, Black Sabbath, Whitesnake), som tidigare vikarierat i Deep Purple när Lord skadat sitt knä 2001. År 2003 släppte Deep Purple sitt första studioalbum på fem år (Bananas) och började omedelbart att turnera för att promota albumet. EMI Records vägrade att förlänga kontraktet med Deep Purple, möjligen på grund av att Bananas sålt lägre än förväntat. In Concert with the London Symphony Orchestra sålde mer än Bananas. De flesta låtarna som spelas under bandet livekonserter består av gammalt material som gavs ut i början av 1970-talet. I juli 2005 spelade bandet på Live 8-galan i Barrie och i oktober samma år gavs Rapture of the Deep ut, gruppens artonde studioalbum. I USA sålde albumet 2500 exemplar under den första veckan medan det i Storbritannien sålde i 3500 exemplar och 1200 exemplar under veckan därefter.
I februari 2007 bad Gillan fans att inte köpa livealbumet Come Hell or High Water som gavs ut av Sony Music. Detta var en inspelning av bandets framträdande på NEC i Birmingham 1993. Inspelningar av denna konsert har tidigare släppts utan hjälp från Gillan eller övriga medlemmar i bandet, men han sade: "Det var en av de lägsta punkterna i mitt liv – alla våra liv faktiskt". Under 2011 besökte Deep Purple 48 länder. Fram till maj 2011 var bandmedlemmarna oeniga om huruvida de skulle göra ett nytt studioalbum eller inte, eftersom de egentligen inte skulle tjäna några pengar på det längre. Roger Glover uppgav att Deep Purple borde göra ett nytt studioalbum "även om det kostar oss pengar."
I början av 2011 sade både David Coverdale och Glenn Hughes till VH1 att de skulle vilja återförenas med Mark III-uppsättningen vid rätt tillfälle, såsom en välgörenhetskonsert.
Efter en flera låtskrivarsessioner i Europa beslutade Deep Purple att göra inspelningar under sommaren 2012, och bandet meddelade att det nya studioalbumet skulle ges ut 2013. Steve Morse meddelade i den Franska tidningen Rock Hard att det nya albumet skulle produceras av den högt respekterade Bob Ezrin, som är känd för sina verk med Alice Cooper, Kiss och Pink Floyd. Den 16 juli 2012 dog en av bandets grundare, Jon Lord, i London, vid 71 års ålder. I december 2012 avslöjade Roger Glover i en intervju att bandet har avslutat arbetet med 14 låtar för ett nytt studioalbum. 26 april 2013 gavs Deep Purples 19:e studioalbum, Now What?! ut och gav bandet dess bästa listplaceringar i både Storbritannien och USA sedan Slaves and Masters gavs ut, 23 år tidigare.
Efter att ha varit nominerade till Rock and Roll Hall of Fame and Museum både 2012 och 2013, men misslyckats få tillräckligt med röster för att bli invalda, meddelades det till slut i december 2015 att gruppen blivit invald. Av bandets originalmedlemmar, från Mark I-sättningen, valdes Ritchie Blackmore, Jon Lord, Ian Paice och Rod Evans in. Övriga invalda var Ian Gillan och Roger Glover från Mark II, samt David Coverdale och Glenn Hughes från Mark III. Paice, Gillan, Glover, Coverdale och Hughes närvarade vid den officiella ceremonin, som hölls den 8 april 2016. Under ceremonin framförde den nuvarande sättningen av bandet "Highway Star", "Hush" och "Smoke on the Water".
Den 14 juni 2016, samma dag som man skulle spela på Gröna Lund i Stockholm, meddelade bandet att man ställt in konserten och en konsert som skulle ha hållits på Liseberg två dagar senare på grund av sjukdom. Den 16 juni meddelade Deep Purple på sin officiella webbplats att konserterna ställts in då Ian Paice drabbats av en "mini-stroke". Han återhämtade sig dock snart och de båda konserterna fick nya datum i början av juli.

#### 2016–idag: The Long Goodbye Tour och Morse ersätts

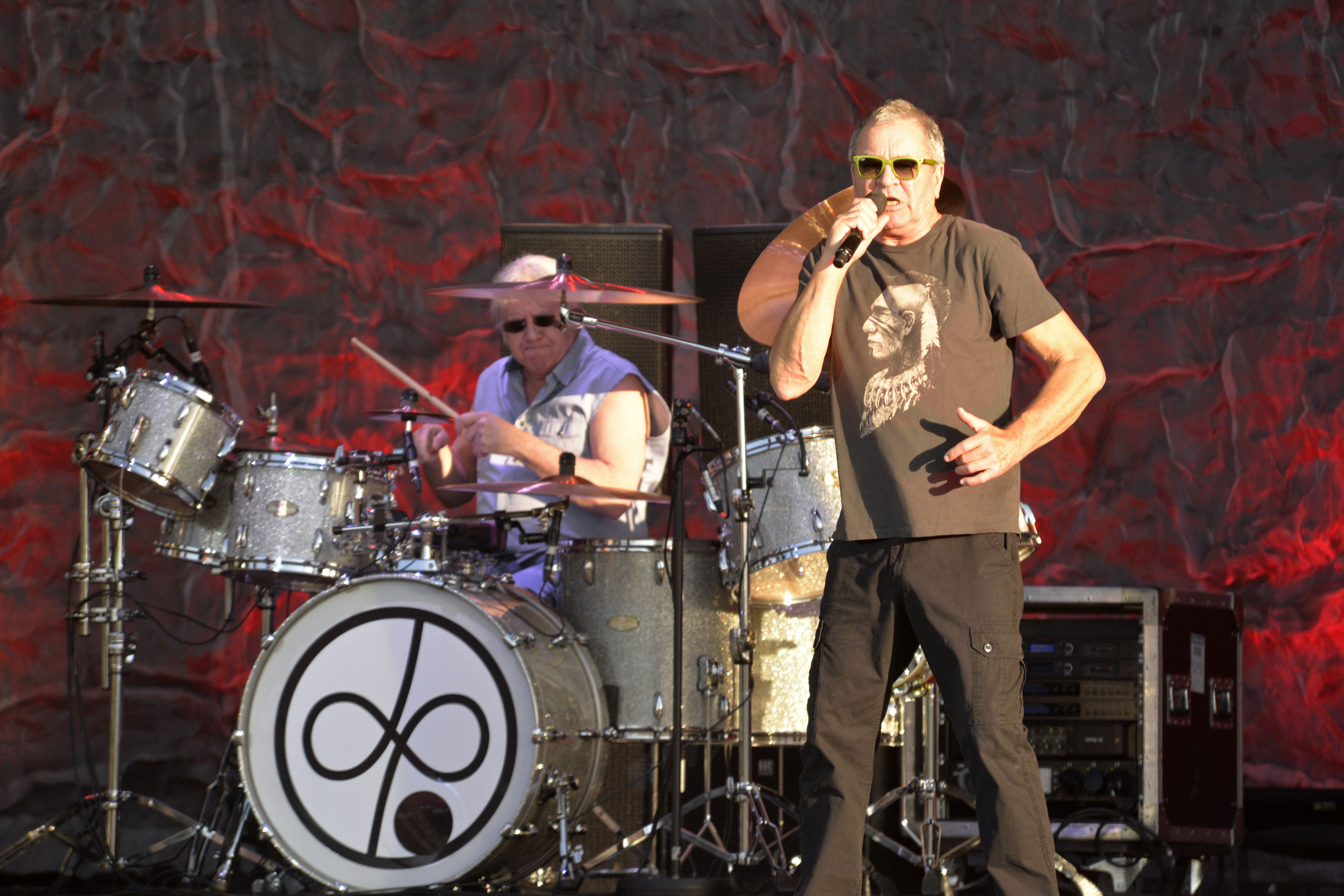
Paice och Gillan live 2017.

Efter att ha skrivit och spelat in nytt material för ett 20:e studioalbum, meddelade Ian Gillan i mitten av september 2016 att albumet förväntas att ges ut i februari 2017. Likt föregående album, Now What?!, arbetade gruppen även denna gång med producenten Bob Ezrin. I slutet av november 2016 meddelade bandet, via Facebook, att albumet fått titeln Infinite. Den 14 december 2016 släppte bandet den första låten från Infitnite, "Time For Bedlam", på YouTube. Samtidigt tillkännagav man att albumet skulle komma att ges ut den 7 april 2017.
I början av december 2016 tillkännagav bandet fem datum i Storbritannien för The Long Goodbye Tour. Samtidigt sade Paice i en intervju att den "kan vara den sista stora turnén" och att bandet "inte vet". Han beskrev turnén som lång och sade vidare: "Vi har inte några solida, snabba planer, men det har blivit uppenbart att man inte kan turnera på samma sätt som man gjorde när man var 21. Det blir svårare och svårare. Folk har andra saker i deras liv, som tar tid. Men man ska aldrig säga aldrig." Turnén utvidgades senare och påbörjades den 13 maj 2017 i Bukarest, Rumänien.
I juli 2017 sade Ritchie Blackmore att han var öppen för att göra en återföreningskonsert med Deep Purple, men att han inte trodde att det fanns något intresse för detta från gruppens medlemmar. Drygt ett år senare sade Gillan att han tyckte att det var "för sent" med en återförening med Blackmore.
I början av december 2019 meddelade Gillan att bandet färdigställt ett nytt studioalbum. Samtidigt tillkännagav bandet en kort arenaturné i Storbritannien tillsammans med Blue Öyster Cult. I februari 2020 meddelades det att gruppens 21:e studioalbum skulle komma att ges ut under titeln Whoosh! i juni samma år. Samtidigt tillkännagavs en Europaturné från slutet av maj till slutet av oktober 2020. Den 20 mars 2020 gav Deep Purple ut albumets första singel, "Throw My Bones". På grund av Coronaviruspandemin 2019–2021 meddelades det i april 2020 att man skjutit upp albumets utgivningsdatum till den 7 augusti 2020. Även Europaturnén flyttades och bokades om till 2021. Turnén flyttades senare ytterligare, till 2022. Whoosh! gav Deep Purple dess främsta albumplacering i Storbritannien (4) sedan Burn gavs ut 1974. Albumet toppade albumlistorna i Finland, Schweiz, Tyskland och Österrike. Den 6 oktober 2021 meddelade bandet titeln på ett nytt coveralbum, Turning to Crime, som gavs ut den 26 november 2021.
I mars 2022 meddelade Morse att han tillfälligt lämnat bandet då hans fru drabbats av cancer. Bandet, som vid denna tidpunkt nyligen åter börjat turnera, fortsatte spela live med Simon McBride som ersättare för Morse. Den 23 juli samma år bekräftades det att Morse lämnat bandet permanent för att ta hand om sin fru på heltid under hennes cancersjukdom. Månaden därpå tillkännagav bandet att McBride blivit officiell medlem i Deep Purple. I juni 2022 meddelade Gillan att bandet planerar att arbeta på sitt 23:e studioalbum efter att man avslutat turnen för Whoosh!: "Deep Purple har en skrivsession bokad i mars 2023, vilken jag tror är för att börja tänka på vårt nästa album."

## Historiska framgångar, utmärkelser och hyllningar
Deep Purple har ofta setts som en av pionjärerna inom hårdrock och heavy metal, tillsammans med Led Zeppelin och Black Sabbath. Enligt BBC utgjorde bandet en treenighet "av brittisk hårdrock och heavy metal under genrens guldålder på 1970-talet." Gruppen har influerat ett antal rock- och metalband, inklusive Metallica, Judas Priest, Queen, Aerosmith, Van Halen, Alice in Chains, Pantera, Bon Jovi, Europe, Rush, Motörhead, och många band från New Wave of British Heavy Metal såsom Iron Maiden, och Def Leppard. Iron Maidens basist och primära låtskrivare, Steve Harris, har sagt att hans bands "tyngd" inspirerades av "Black Sabbath och Deep Purple med lite Zeppelin inkastat." Eddie Van Halen sade att "Burn" var ett av hans favoritgitarriff någonsin. Queens gitarrist Brian May sade att Ritchie Blackmore var "banbrytande och tekniskt otroligt - oförutsägbar på alla möjliga sätt ... du visste aldrig vad du skulle få se när du åkte för att se Purple". Metallicas trummis Lars Ulrich sade: "När jag var nio år gammal handlade allt om Deep Purple. Mitt favorit[album] är fortfarande Made in Japan". Stormbringer var det första albumet som Rammsteins sångare Till Lindemann ägde.
2000 rankades Deep Purple som nummer 22 i VH1:s program "100 bästa hårdrocksartisterna". Vid World Music Awards 2008 fick bandet Legend Award. 2011 fick de Innovator Award vid Classic Rock Awards 2011 i London. I en läsarundersökning av Rolling Stone 2012 rankades Made in Japan till det sjätte bästa livealbumet genom tiderna. Som en del av 40-årsjubileet för Machine Head släpptes Re-Machined: A Tribute to Deep Purple's Machine Head 2012. Detta tributealbum inkluderade Iron Maiden, Metallica, Steve Vai, Carlos Santana, The Flaming Lips, Black Label Society, Papa Roachs sångare Jacoby Shaddix, Chickenfoot och supergruppen Kings of Chaos. 2007 var Deep Purple en av artisterna i det fjärde avsnittet av BBC/VH1-serien Seven Ages of Rock - ett avsnitt med fokus på heavy metal. I maj 2019 tilldelades gruppen en Ivor Novello Award för International Achievement from British Academy of Songwriters, Composers and Authors.

### Rock and Roll Hall of Fame
Innan oktober 2012 hade Deep Purple aldrig blivit nominerade för att bli invalda i Rock and Roll Hall of Fame and Museum (trots att man varit valbara sedan 1993), men nominerades både 2012 och 2013. Trots att man rankades som tvåa i publikomröstningen, som hade över en halv miljon röster, blev de inte invalda av kommittén. Basisterna Gene Simmons (Kiss) och Geddy Lee (Rush) uttalade sig båda om att Deep Purple naturligtvis skulle ha funnits med bland de invalda i Rock and Roll Hall of Fame. Museet har tidigare kritiserats för att Deep Purple inte varit invalda. Totos gitarrist Steve Lukather kommenterade: "de valde in Patti Smith men inte Deep Purple? Vilken är den första låten alla barn lär sig spela? ["Smoke on the Water"] ... och de är inte med i Rock and Roll Hall of Fame? ... Rock and Roll Hall of Fame har tappat sin coolhet på grund av dessa bländande utelämnanden." Även gitarristen Slash var förvånad över att Purple inte blivit invalda: "Listan över folk som inte ens blivit nominerade är häpnansväckande ... den största för mig är Deep Purple. Hur kan man inte välja in Deep Purple?" James Hetfield, Lars Ulrich och Kirk Hammett från Metallica har också tryckt på för att bandet skulle bli invalda. I en intervju med Rolling Stone i april 2014 vädjade Ulrich: "Jag tänker inte bli politisk eller allt det där, men jag har två ord att säga: 'Deep Purple'. Det är allt jag har att säga: Deep Purple. Allvarligt, människor, Deep Purple. Två enkla ord på engelska ... "Deep Purple"! Har jag redan sagt det?"
Som svar på denna kritik sade en av direktörerna för Hall of Fame: "Definitionen av 'rock and roll' betyder olika saker för olika människor, men så breda som klassificeringarna kan vara, delar de alla en gemensam kärlek till musiken." Roger Glover förblev ambivalent om en induktion och fick ett insiderord från museet, "En av jurymedlemmarna sa: 'Du vet, Deep Purple, de är bara one-hit wonders.' Hur kan hanterar man den typen av filistinism?" Ian Gillan kommenterade också: "Jag har kämpat hela mitt liv mot att bli institutionaliserad och jag tror att du aktivt måste söka efter dessa saker, med andra ord mingla med rätt människor, och vi blir inte inbjudna till den typen av saker." Den 16 oktober 2013 tillkännagavs Deep Purple åter som nominerade till museet, och återigen blev de inte invalda.
I april 2015 toppade Deep Purple en läsaromröstning i Rolling Stone om vilka akter som borde bli invalda till Rock and Roll Hall of Fame 2016. I oktober 2015 blev bandet nominerade för tredje gången. I december 2015 meddelades det att bandet skulle komma att väljas in 2016, där museet uttalade sig: "Deep Purples icke-inkludering i Hallen är ett gapande hål som nu måste fyllas" och tillade att tillsammans med de tidigare invalda Led Zeppelin och Black Sabbath utgör bandet "den heliga treenigheten av hårdrock och metalband." Bandet infördes officiellt den 8 april 2016. Hall of Fame meddelade att följande medlemmar blivit invalda: Ian Paice, Jon Lord, Ritchie Blackmore, Roger Glover, Ian Gillan, Rod Evans, David Coverdale och Glenn Hughes. Uteslutna blev Nick Simper, Tommy Bolin, Joe Lynn Turner, Steve Morse och Don Airey.
Innan ceremonin meddelade Gillan att han hindrat Hughes, Coverdale, Evans och Blackmore från att spela med bandet på scenen, då dessa medlemmar inte ingick i den nuvarande "levande, andande" versionen av bandet. Av de sju levande inducerade medlemmarna dök fem upp. Blackmore deltog inte; på sin Facebooksida hävdade han att han var hedrad av induktionen och att han övervägt att delta, tills han fick ett meddelande från Bruce Payne, manager för den nuvarande versionen av Deep Purple, där det stod "Nej!" I intervjuer vid museet insisterade emellertid Gillan att han personligen bjudit in Blackmore att delta, men inte att spela på scenen. Evans, som varit försvunnen från musikscenen i mer än tre decennier, dök inte heller upp. Då Lord dog 2012, accepterade hans fru Vickie hans pris å hans vägnar. De nuvarande medlemmarna i bandet öppnade med "Highway Star". Efter ett kort mellanspel där man spelade Booker T. & the M.G.'s låt "Green Onions" samtidigt som foton av Jon Lord blinkade på skärmen bakom dem, spelade de medlemmarna sedan ytterligare två låtar: "Hush" och "Smoke on the Water". Coverdale och Hughes (samt Glover) gästade sedan Cheap Trick, (som också blivit invalda) då man framförde en cover av Fats Dominos låt "Ain't That a Shame".

## Konsertturnéer
Deep Purple anses vara ett av världens hårdast turnerande band. Från 1968 fram till idag (med undantag för deras uppehåll 1976–1984) fortsätter de att turnera världen runt. 2007 fick bandet en särskild utmärkelse för att ha sålt mer än 150 000 biljetter i Frankrike, med 40 datum i landet bara under 2007. Samma år rankades Deep Purples Rapture of the Deep-turné på plats sex (av alla musikgenrer) av Planet Rocks lyssnare. The Rolling Stones A Bigger Bang Tour valdes till nummer fem och slog Purples turné med endast 1%. Deep Purple gav ut en ny livesamlingsbox, Around the World Live, på DVD i maj 2008.
I februari 2008 gjorde bandet sitt första uppträdande på Kremlpalatset i Moskva, Ryssland på personlig begäran av Dmitrij Medvedev. 2009 var bandet en del av underhållningen för VM i nordisk skidsport i Liberec, Tjeckien.

## Medlemmar
| Nuvarande medlemmar - Ian Paice — trummor, slagverk (1968–1976, 1984– ) - Roger Glover — bas (1969–1973, 1984– ) - Ian Gillan — sång, munspel, slagverk (1969–1973, 1984–1989, 1992– ) - Don Airey — orgel, keyboard (2002– ) - Simon McBride — gitarr (2022–) | Tidigare medlemmar - Jon Lord — orgel, keyboard, bakgrundssång (1968–1976, 1984–2002; död 2012) - Ritchie Blackmore — gitarr (1968–1975, 1984–1993) - Rod Evans — sång (1968–1969) - Nick Simper — bas, bakgrundssång (1968–1969) - Glenn Hughes — bas, sång (1973–1976) - David Coverdale — sång (1973–1976) - Tommy Bolin — gitarr, sång, basgitarr (1975–1976; död 1976) - Joe Lynn Turner — sång (1989–1992) - Joe Satriani — gitarr (1993–1994) - Steve Morse — gitarr (1994–2022) | Turnémusiker - Joe Satriani — gitarr (1993–1994) - Candice Night — kör (1993) - Nick Fyffe — bas (enstaka konserter 2011) - Jordan Rudess — keyboard (en konsert 2020) |

## Diskografi
| Studioalbum - 1968 – Shades of Deep Purple - 1969 – The Book of Taliesyn - 1969 – Deep Purple - 1970 – Deep Purple in Rock - 1971 – Fireball - 1972 – Machine Head - 1973 – Who Do We Think We Are - 1974 – Burn - 1974 – Stormbringer - 1975 – Come Taste the Band - 1984 – Perfect Strangers - 1987 – The House of Blue Light - 1990 – Slaves and Masters - 1993 – The Battle Rages On - 1996 – Purpendicular - 1998 – Abandon - 2003 – Bananas - 2005 – Rapture of the Deep - 2013 – Now What?! - 2017 – Infinite - 2020 – Whoosh! - 2021 – Turning to Crime - 2024 – =1 | Livealbum - 1969 – Concerto for Group and Orchestra - 1972 – Made in Japan - 1976 – Made in Europe - 1977 – Last Concert in Japan - 1980 – Deep Purple in Concert - 1988 – Nobody's Perfect - 1994 – Come Hell or High Water - 1996 – California Jamming - 2000 – In Concert with the London Symphony Orchestra - 2003 – The Best of Deep Purple: Live in Europe - 2011 – Live at Montreux 2011 | Samlingsalbum - 1972 – Purple Passages - 1975 – 24 Carat Purple - 1977 – Powerhouse - 1978 – When We Rock, We Rock, and When We Roll, We Roll - 1978 – The Deep Purple Singles A's and B's - 1979 – The Mark II Purple Singles - 1980 – Deepest Purple: The Very Best of Deep Purple - 1985 – The Anthology - 1992 – Knocking at Your Back Door: The Best of Deep Purple in the 80's - 1994 – Smoke on the Water: The Best of - 1998 – Purplexed - 1998 – 30: Very Best of Deep Purple - 1999 – Shades 1968-1998 - 2000 – Days May Come and Days May Go - 2000 – The Very Best of Deep Purple - 2002 – Listen, Learn, Read On - 2003 – Winning Combinations: Deep Purple and Rainbow - 2005 – Deep Purple: The Platinum Collection |